# Rēzekne
Rēzekne (la ville aux sept collines ; Latgalien : Rēzne, allemand : Rositten, en français : Rosite) est une ville de la région de Latgale, à l'est de la Lettonie.

## Géographie
Construite sur sept collines (ce qui pourrait être l'origine de son nom), Rēzekne est située à 242 km à l'est de Riga et à 63 km à l'ouest de la frontière Lettonie-Russie. Rēzekne se trouve à l'intersection des voies ferroviaires Moscou – Riga et Varsovie – Saint-Pétersbourg. Sa position de carrefour en a fait une ville importante.

## Histoire
La ville se développe autour d'une forteresse latgale, qui existe du IXe  au  XIIIe siècle, avant sa destruction par les croisés allemands de l'Ordre de Livonie. Sur le même site, l'ordre de Livonie reconstruit une forteresse en pierre, dont il ne reste aujourd'hui que des ruines, pour assurer la défense de la frontière orientale. Le nom de la ville apparaît dans un premier document en 1285 des chevaliers teutoniques, sous le nom de Rositten, nom qu'elle garde jusqu'en 1893.
À la suite de la guerre de Livonie, la ville intègre l'Union polono-lituanienne après la paix de Jam Zapolski de 1582. Elle devient une ville d'immigration, juive en premier lieu. Au XVIIe siècle, elle reçoit le droit de Magdebourg. En 1772 la ville devient russe après le premier partage de la Pologne, et en 1773 reçoit les privilèges de ville. Depuis 1802 elle fait partie du gouvernement de Vitebsk.

En 1893, elle prend le nom de Rejitsa (en russe et en letton).

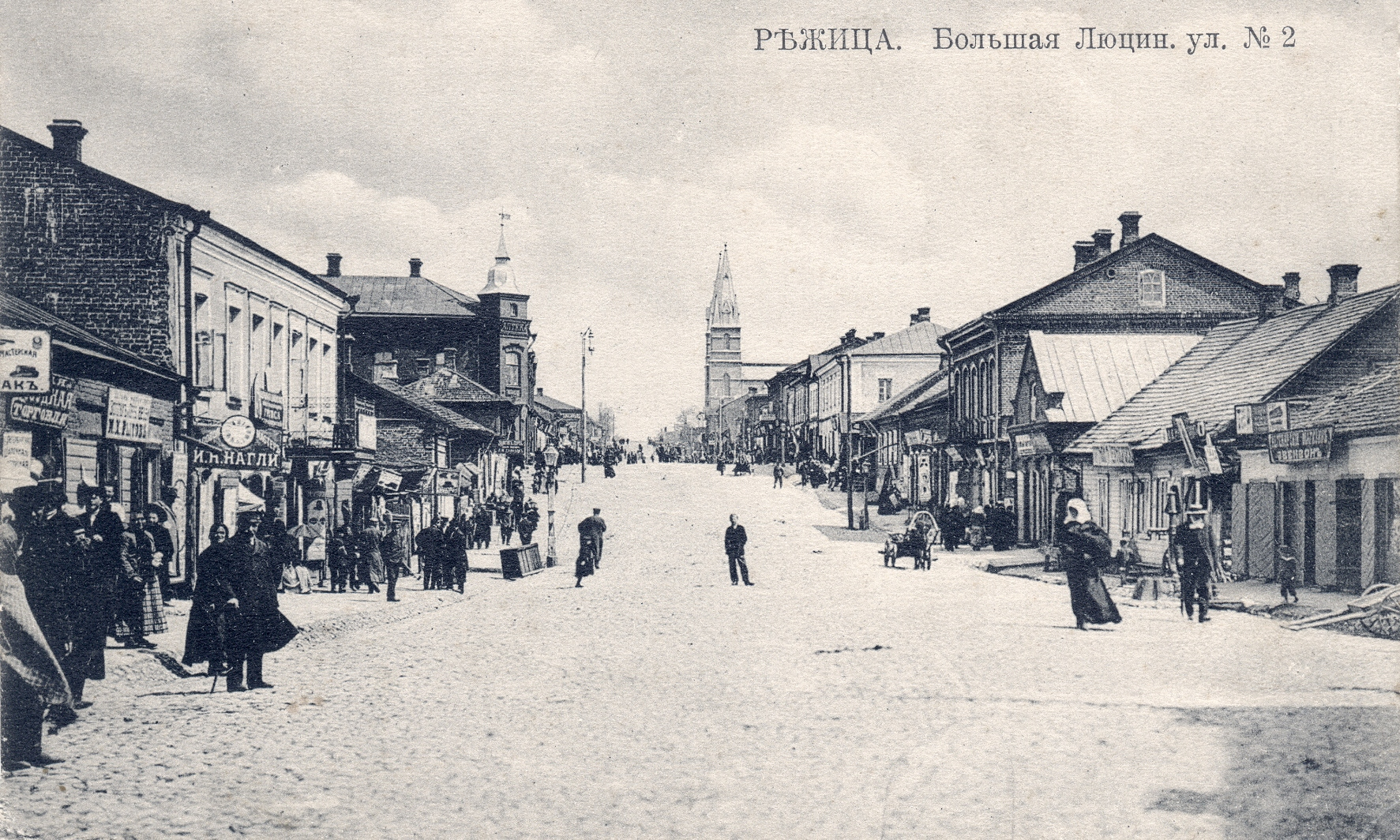
Vue de la grand-rue Lioutchinskaïa vers 1910.

La population de cette ville industrielle, bien reliée à Riga, Varsovie et Moscou, atteint 23 000 habitants en 1914.
En 1917, la ville accueille le premier congrès des Lettons de Latgale.
Après l'indépendance de la Lettonie, la ville devient le centre de la culture latgale. En 1918, elle prend son nom actuel. Comme beaucoup d'autres villes de la région, Rositten ou Rejitsa est majoritairement peuplée de Juifs (54 % au recensement de 1897). Ceux-ci sont assassinés en 1941 lors d'exécutions de masse par des Allemands (Einsatzgruppen, sur ordre de Friedrich Jeckeln), assistés de collaborateurs lettons tels que des policiers locaux et des membres du Sonderkommando Arājs. La population juive d'autres lieux (dont Audriņi) a également été assassinée dans la ville.

## Population
Sa population de 34 912 (2010), en fait la septième ville de Lettonie. Considérablement détruite par les Allemands et les Soviétiques, la population passe de 13 000 à 5000 durant la guerre. La population compte environ 54 % de Russes, car des 13 300 habitants avant la Seconde Guerre mondiale, il n'en est resté que 5 000 après le passage des troupes soviétiques et allemandes.
| Composition ethnique 1897-2013 |            |         |        |             |            |          |            |       |      |           |           |        |        |
| Année                          | Population | Lettons | Russes | Biélorusses | Ukrainiens | Polonais | Lituaniens | Juifs | Roms | Estoniens | Allemands | Tatars | Autres |
| 1897.                          | 10795      | 828     | 2444   | 100         | 3          | 895      | 4          | 6442  | 7    | 1         | 66        | 0      | 5      |
| 1920.                          | 9997       | 1924    | 2469   | 126         | nd         | 1231     | 38         | 4148  | nd   | 5         | 30        | nd     | 26     |
| 1925.                          | 12620      | 4348    | 3034   | 38          | nd         | 1112     | 32         | 3911  | nd   | 9         | 94        | nd     | 42     |
| 1930.                          | 12680      | 4603    | 2977   | 181         | nd         | 1209     | 8          | 3577  | nd   | 9         | 84        | nd     | 32     |
| 1989                           | 42477      | 15839   | 23379  | 862         | 673        | 1166     | 102        | 211   | 14   | 16        | 35        | 32     | 148    |
| 2000.                          | 39233      | 16710   | 19873  | 680         | 494        | 1056     | 84         | 107   | 17   | 19        | 37        | 27     | 129    |
| 2013                           | 33042      | 14582   | 15312  | 514         | 431        | 807      | nd         | nd    | nd   | nd        | nd        | nd     | 423    |

La population de Rēzekne se répartit ainsi en 2007 et 2015 :
| Année | Russes  | Lettons | Polonais | Biélorusses | Ukrainiens | Autres | Indécis |
| 2007  | 48,5 %  | 44,3 %  | 2,6 %    | 1,7 %       | 1,4 %      | 1,5 %  | nd      |
| 2015  | 45,51 % | 44,47 % | 2,34 %   | 1,52 %      | 1,28 %     | 1,29 % | 4,9 %   |
| 2015  | 14377   | 14047   | 738      | 481         | 405        | 406    | 1137    |

## Jumelages
- Arendal (Norvège)
- Częstochowa (Pologne)
- Dmitrov (Russie)
- Lianozovo (Russie)
- Suwałki (Pologne)
- Vitebsk (Biélorussie)
- Lainate (Italie)

## Monuments
- Cathédrale du Sacré-Cœur un des sites cultuels et culturels les plus importants du pays, catholique,
- Église de la Nativité de la Vierge, orthodoxe,
- Église Notre Dame des Chagrins, catholique,
- Église luthérienne de la Sainte-Trinité,
- Église Saint-Nicolas des Vieux-Croyants.
- Colline du château et les rares ruines du château,
- Synagogue en bois, ou synagogue verte, dernier témoignage de l'importante communauté juive qui existait dans la ville avant la Shoah en Lettonie,
- Monument de « Latgales Mara », par deux fois détruit puis érigé à nouveau, pour la dernière fois en 1992 après 42 ans d'absence,
- Marché
- Musée d'histoire et de culture de Latgale,
- Ambassade de Latgale Gors (2013), salle de concert,
- Mémorial au Premier Congrès Latgalien (2017), pour le centenaire,
- Maison de l'art,
- Centre de services créatifs Zeimuls (2012)…

Ce qu'il reste de la vieille ville résume assez bien l'actualité de beaucoup de villes des pays baltes : population diminuée, agglomération sinistrée, bâtiments publics et privés en mauvais entretien, dégâts guerriers, rétablissement des infrastructures, reconstruction en 1950-1960 en habitat social durable (cités d'immeubles de 4 ou 5 étages en briques, aujourd'hui bien arborées), rénovation de la majorité des immeubles administratifs et religieux, et depuis l'indépendance (1991) construction de complexes sportifs et culturels de style contemporain de qualité.

## Festivals
- Festival des Sept Collines, artistique et musical, fin mai

## Résidents connus
- Antonijs Springovičs (1876-1958), archevêque de Riga ;
- Iouri Tynianov (1894-1943), écrivain soviétique et critique littéraire d'origine juive ;
- Fridrikh Ermler (1898-1967), réalisateur russe ;
- Teuvo Tulio (1912-2000), réalisateur finlandais ;
- Iveta Apkalna (1976), organiste lettonne de renommée internationale ;
- Vladislavs Kozlovs (1987-), footballeur ;
- Edgars Gauračs (1988-), footballeur ;
- Aiga Grabuste (1988-), athlète.
- Martins Strod, chanteur

## Galerie

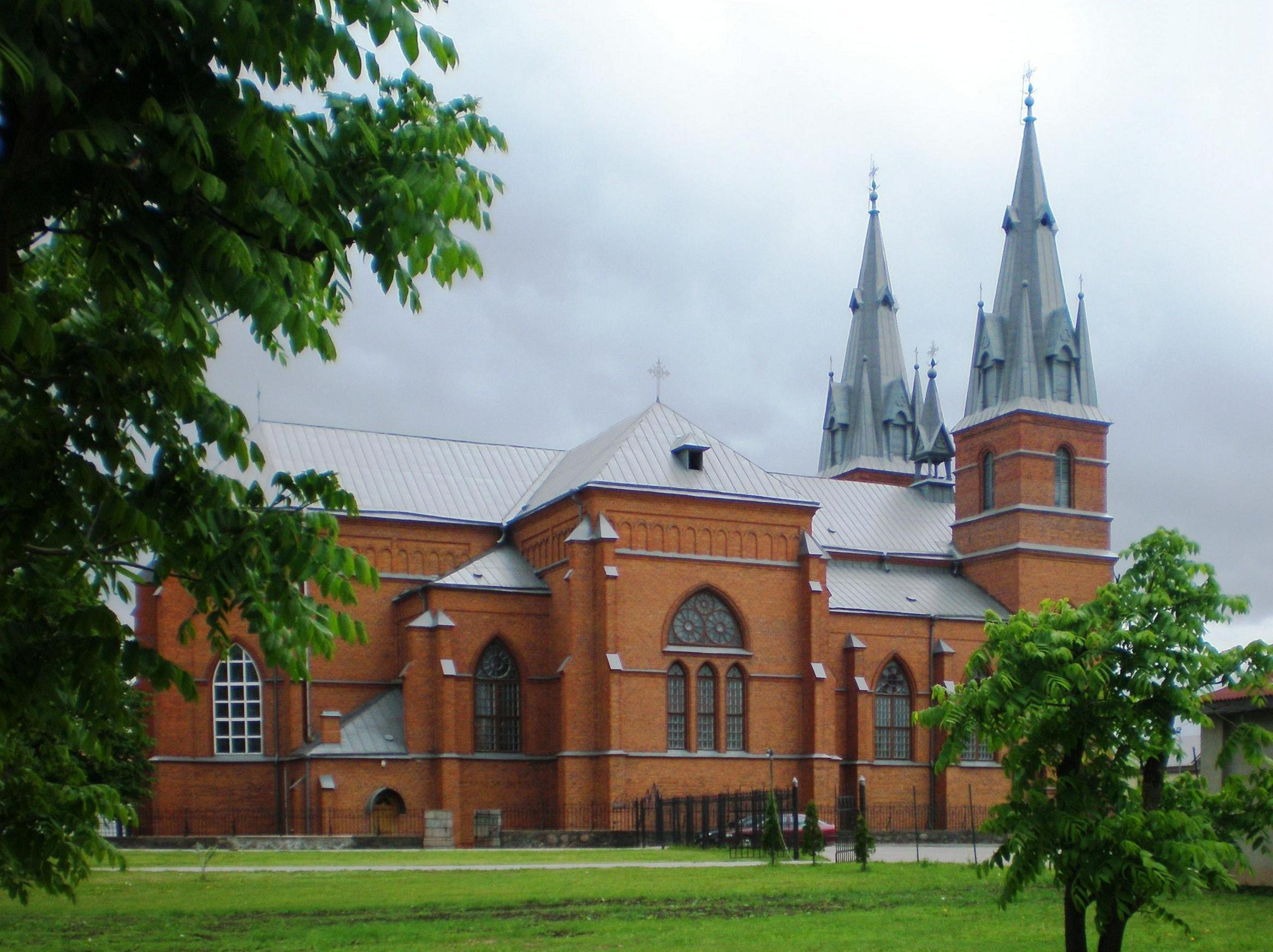
La Cathédrale du Sacré-Cœur-de-Jésus de Rēzekne.
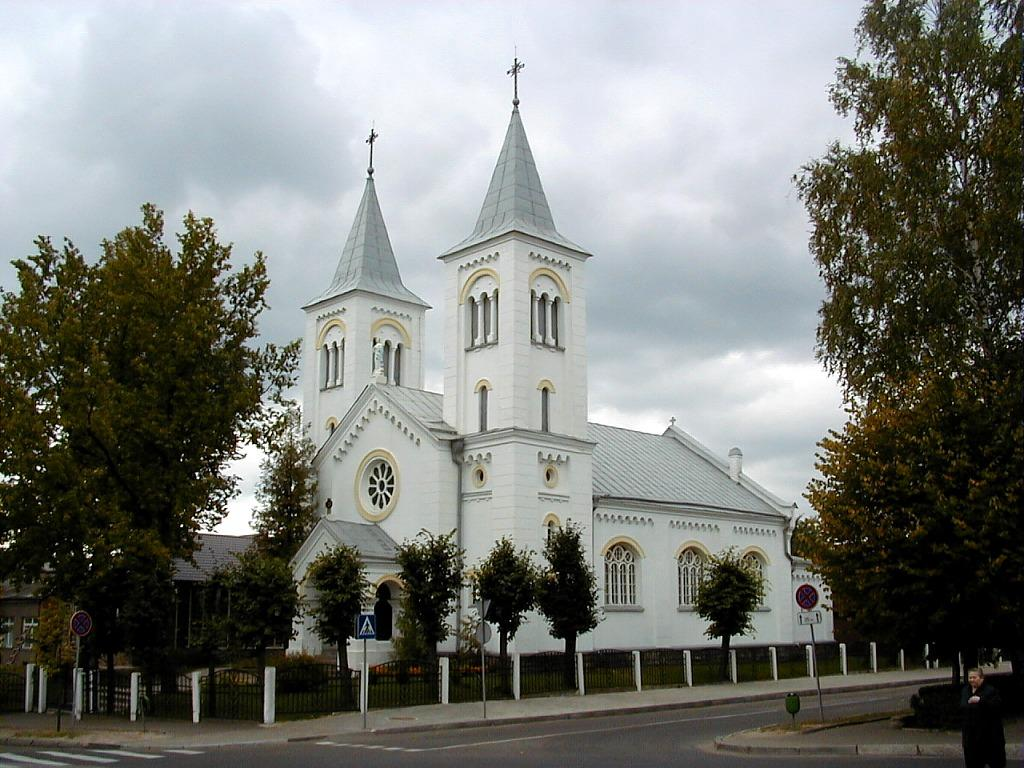
Église catholique Notre-Dame des Douleurs.
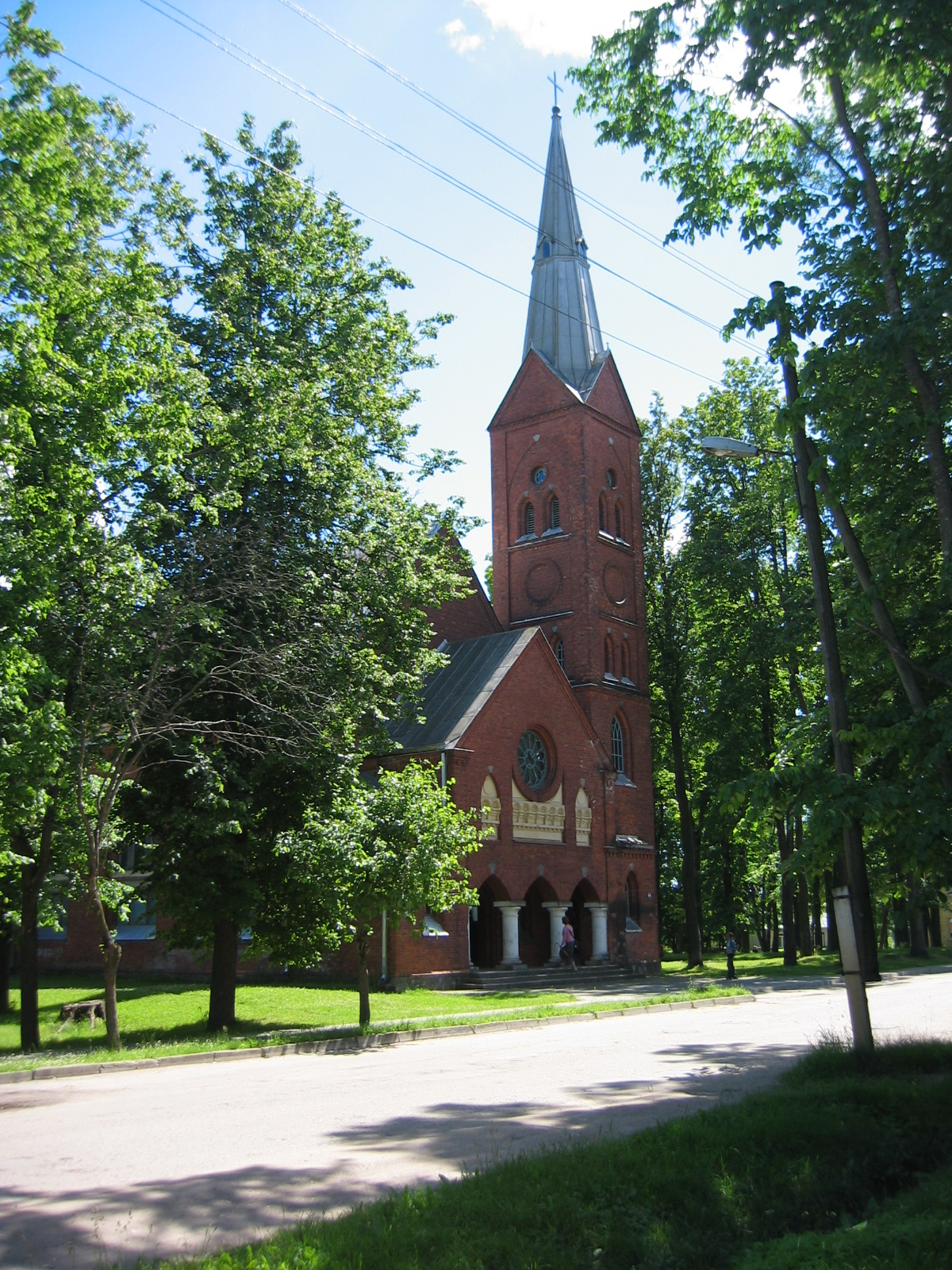
Église évangélique luthérienne de la Sainte Trinité.
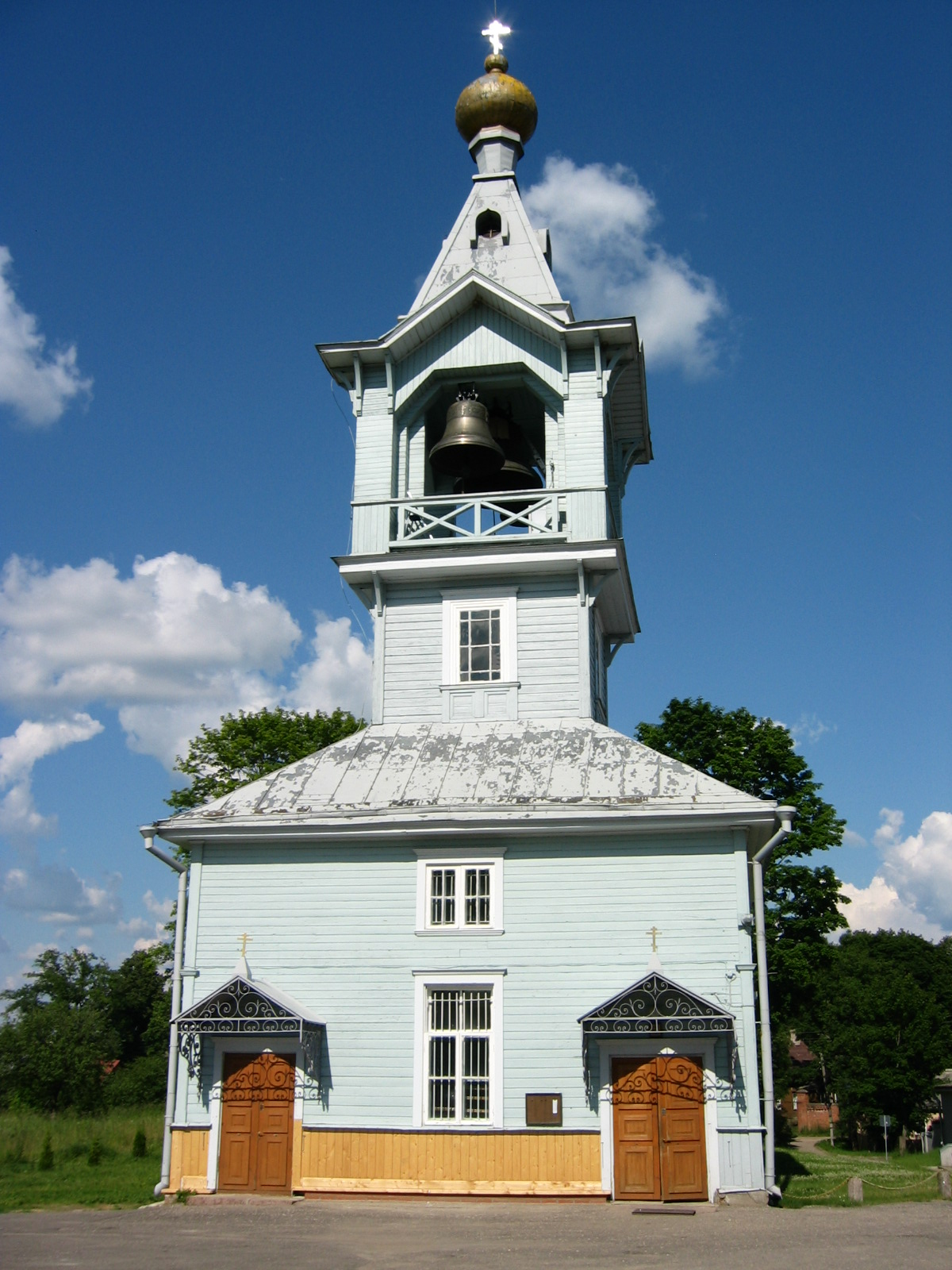
Église des Vieux croyants.
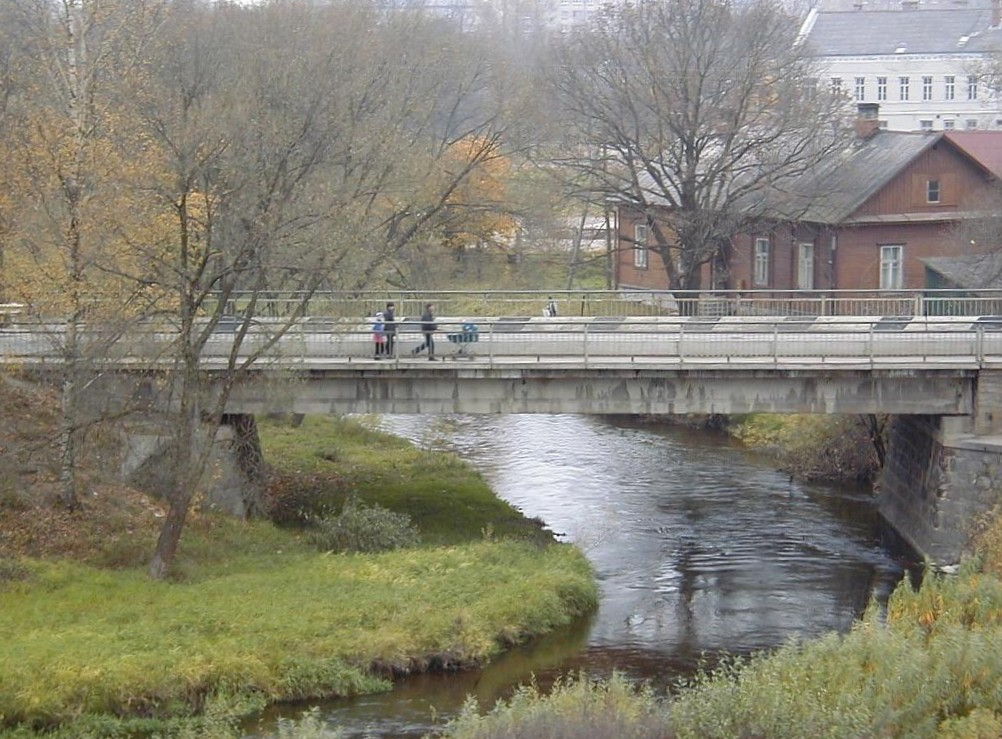
La Rēzekne à Rēzekne.